# Estrigòpids

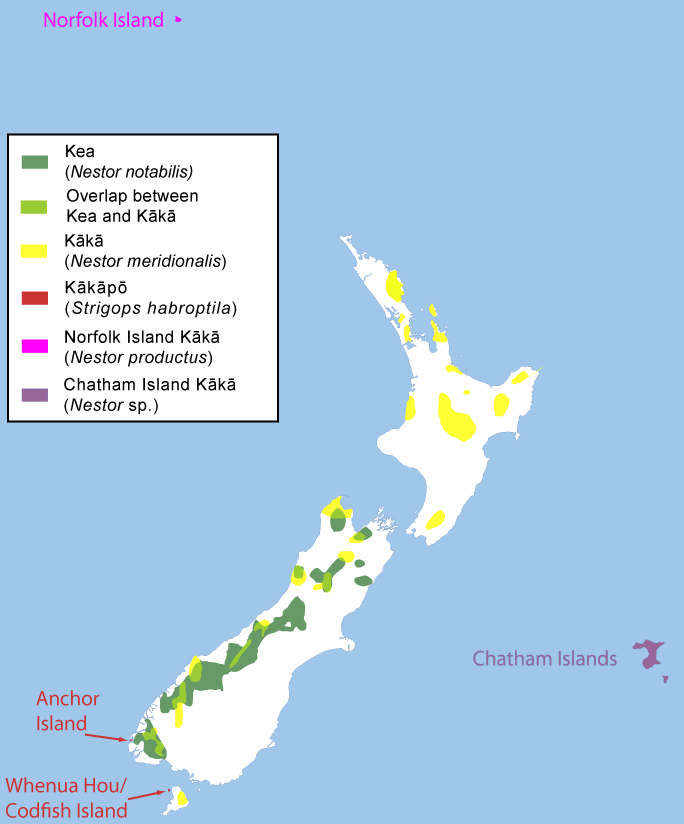
Distribució de les espècies vives i les extintes en època recent

Els estrigòpids (Strigopidae) són una família de lloros nadius de l'àrea de Nova Zelanda, formada per tres espècies vives i dues extintes en època històrica. Els seus noms comuns prevenen del maorí. Tradicionalment aquestes espècies s'han considerat part de la família dels psitàcids.
La família va divergir de la resta de lloros fa uns 82 milions d'anys, quan Nova Zelanda es va separar de Gondwana. La separació entre els dos gèneres actuals es va produir fa entre 60 i 80 milions d'anys.

## Taxonomia
Fins fa poc no hi havia consens respecte de la taxonomia dels psitaciformes i, per tant, les espècies de nestòrids o estrigòpids s'han classificat de diferents maneres. Avui, en general, es considera que aquesta és una de les tres famílies dels Psitaciformes (Psittaciformes), essent les altres dues els Cacatuidae (Cacatues) i les Psittacidae (lloros típics i afins). Alguns autors però, opinen que haurien de ser classificats en dues famílies diferents (Nestoridae i Strigopidae).
Aquest tàxon s'ha denominat sovint Nestoridae, però la denominació Strigopidae és anterior. Normalment són subdividides en dues tribus:
- Tribu Nestorini
  - Gènere Nestor
    - Nestor notabilis. Kea
    - Nestor meridionalis. Kaka de Nova Zelanda[1]
    - Nestor productus (extint). Kaka de l'illa de Norfolk
    - Nestor sp. (extint). Kaka de Chatham
- Tribu Strigopini
  - Gènere Strigops
    - Strigops habroptila. Kakapo.[2]